# Kaspar Schlimbach
Johann Kaspar Schlimbach, meist nur Kaspar Schlimbach, manchmal Kaspar Schlimbach jun. (* 3. Januar 1820 in Königshofen; † 15. Oktober 1903 ebenda) war ein fränkischer Orgelbauer der früh- und hochromantischen Epoche.

## Leben
Johann Kaspar Schlimbach war der Sohn des überregional bedeutenden Orgelbauers Johann Caspar Schlimbach aus Königshofen im Grabfeld. Er erlernte wie seine vier Brüder im elterlichen Betrieb (von 1837 bis 1843) das Orgelbauhandwerk. Nach dem Militärdienst ging er auf Wanderschaft: Über Würzburg, Speyer, Ludwigsburg und Linz gelangte er nach Wien und Salzburg. 
1849 übernahm er die väterliche Werkstatt, wo ihm seine Brüder Michael und Martin als Gehilfen zur Seite standen. Im Jahr 1870 wurde die Werkstatt geschlossen. Sein Bruder Balthasar eröffnete 1836 eine Orgelbaufirma in Würzburg und wurde zu einem der wichtigsten fränkischen Orgelbauer. Sein Bruder Gustav führte ab 1844 einen Betrieb in Speyer.

## Werkliste (Auswahl)
| Jahr | Ort         | Gebäude        | Bild | Manuale | Register | Bemerkungen                                                             |
| ---- | ----------- | -------------- | ---- | ------- | -------- | ----------------------------------------------------------------------- |
| 1856 | Obereßfeld  | St. Nikolaus   |      | I/P     | 9        | [ 2 ]                                                                   |
| 1856 | Maibach     | St. Kilian     |      | I/P     | 12       |                                                                         |
| 1857 | Herbstadt   | Heiligkreuz    |      | II/P    | 14       |                                                                         |
| 1858 | Rannungen   | St. Bonifatius |      | II/P    | 11       | 1912/13 erweitert und verändert von Orgelbauer Eduard Hofmann (Hofheim) |
| 1859 | Reyersbach  | St. Mauritius  |      | I/P     | 9        |                                                                         |
| 1860 | Reichenbach | St. Michael    |      | I/P     | 10       | [ 3 ]                                                                   |
| 1860 | Stangenroth | St. Sebastian  |      |         |          |                                                                         |
| 1866 | Lebenhan    | Mariä Geburt   |      | I/P     | 8        |                                                                         |
|      | Prappach    | St. Michael    |      | II/P    | 14       |                                                                         |